# Ентомологія

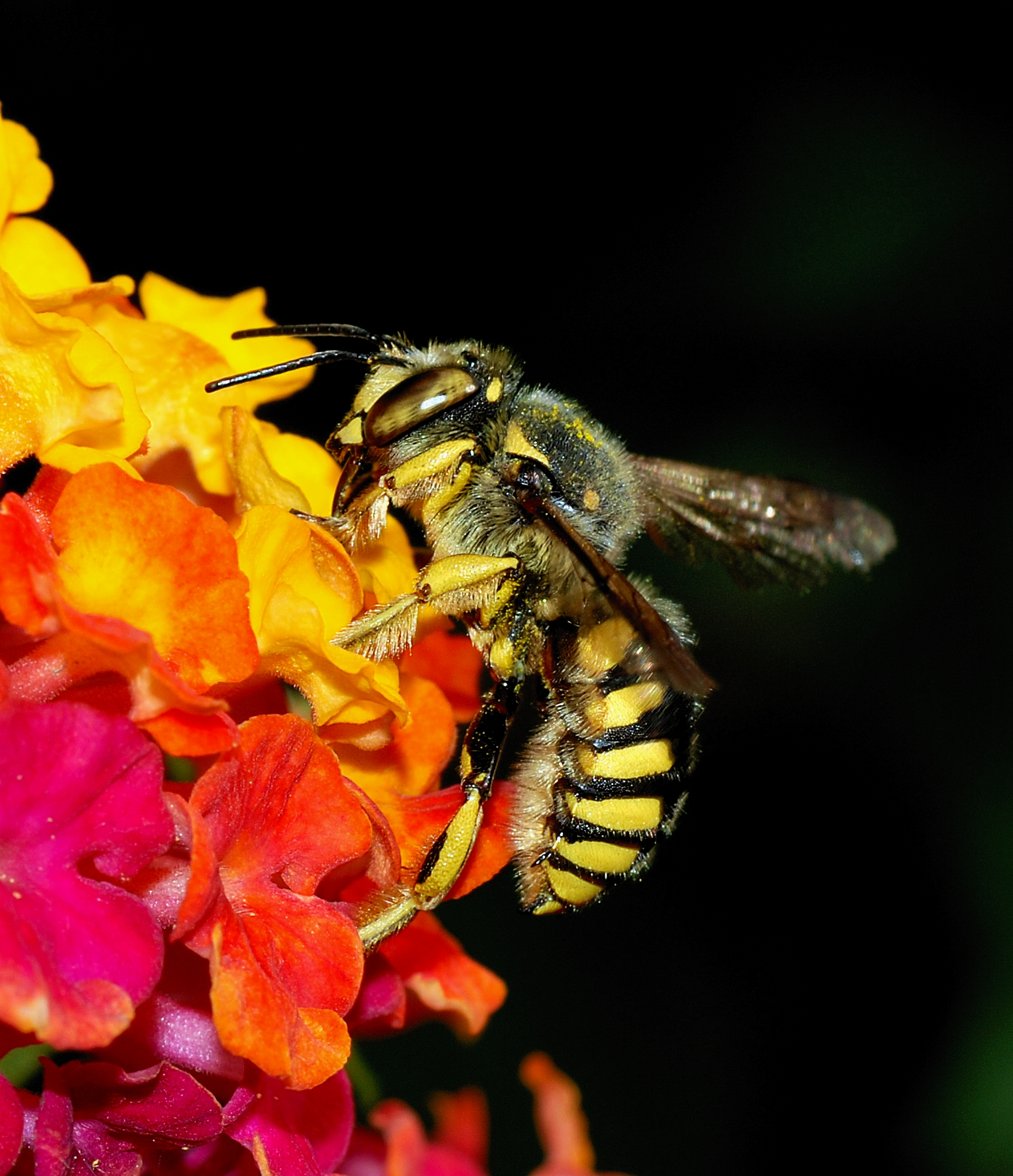
Anthidium florentinum

Ентомоло́гія (від грец. έντομον, εντόμου — «комаха» та λόγος — «слово», «вчення») — наука, що вивчає комах. Інколи це означення набуває ширшого змісту і охоплює також вивчення інших наземних членистоногих, як-от павукоподібні, прихованощелепні.
Загальна ентомологія досліджує будову тіла та життєдіяльність комах, їх індивідуальний розвиток та еволюцію, різноманітність форм, розподіл за екосистемами в часі і просторі, взаємодії з довкіллям.
Прикладна ентомологія досліджує комах, які пошкоджують рослини, продукти рослинництва, лісові породи, а також збудників хвороб людини, тварин і рослин, або ж комах, що виконують корисну для людини функцію.
Основне завдання ентомології — одержання й узагальнення нових знань про світ комах із метою розв'язання питань загальної біології та прикладних завдань захисту людини і рослин від негативного впливу шкідливих комах, охорони ентомофауни як фактора стійкості біоценозів. Охоплює проблеми загальної ентомології і теоретичні розроблення, що сприяють розв'язанню завдань прикладної ентомології.

## Напрямки досліджень
Основні напрямки досліджень:
- Систематика комах;
- Морфологія і ембріологія комах;
- Ентомофауна;
- Географічне поширення комах;
- Еволюція комах;
- Життєві цикли і онтогенез комах;
- Популяційна ентомологія;
- Етологія;
- Палеоентомологія;
- Теоретичні засади практичної ентомології;
- Вплив біогенних та абіогенних чинників на комахи і адаптаційні процеси;
- Теоретичні аспекти біологічних методів захисту рослин.

## Історія ентомології
Так чи інакше комахи цікавили людину протягом всієї історії людства. Ентомологія бере свій початок з найдавніших часів і культур, головним чином в контексті сільського господарства (особливо в біологічному контролі і бджільництві). Вперше групу комах охарактеризував ще Арістотель у lV столітті до нашої ери. Перщі наукові дослідження почалися в XVl столітті. 
Ентомологією займались біолог Чарлз Дарвін, письменник Володимир Набоков, двічі лауреат Пулітцерівської премії професор і письменник Едвард Вілсон. Карл Фріш, відомий дослідженням бджіл, ушанований Нобелівською премією (1973). Дивись також статтю Українські ентомологи і категорію з цією ж назвою.
Вивчення анатомії комах до середини XIX століття обмежувалося переважно описом частин хітинового скелета і зовнішнього вигляду різних систем органів комах; пізніше основним напрямом стало вивчення гістологічної будови різних частин тіла комах. Жан Анрі Фабр відкрив у комах здатність відчувати запахи. Літнього вечора 1956 року Кеннет Редер зібрав друзів щоб відсвяткувати сімейне свято. І тут хтось провів мокрою пробкою по стінці склянки. Всі метелики одразу попадали долі. Це дало поштовх до експериментів і пізніше Редер відкрив слух у комах. 

## Прикладна ентомологія
Багато ентомологів вивчають комах, що однозначно є корисними або шкідливими для людини. Вивчення корисних комах зводиться більшою частиною до вивчення їх екології та поведінки. Головним завданням є штучне розведення та підвищення продуктивності таких комах.
Вивченням комах та інших членистоногих, які шкодять здоров'ю людини, займається медична ентомологія, а вивченням комах, що завдають шкоди народному господарству, займається економічна ентомологія. Ці дисципліни зосереджують увагу передусім на дослідженні фізіології комах з метою виробити ефективні засоби боротьби з ними, викликавши якомога менше побічних ефектів. Наприклад, багато інсектицидів створено таким чином, що вони є шкідливими для різних ланок метаболізму комах і тому не шкідливі для інших тварин. Проте, недоліком такого підходу є те, що гинуть також і корисні види.
Останнім часом значно посилилося вивчення біологічних методів боротьби зі шкідниками (використання хижаків та паразитів шкідливих комах).
Судово-медична ентомологія спеціалізується на вивченні екології та поведінки комах з метою використання отриманих знань у юриспруденції (наприклад, можна приблизно встановити час та місце смерті людини, проаналізувавши видовий та кількісний склад членистоногих на тілі).

## Таксономічна спеціалізація

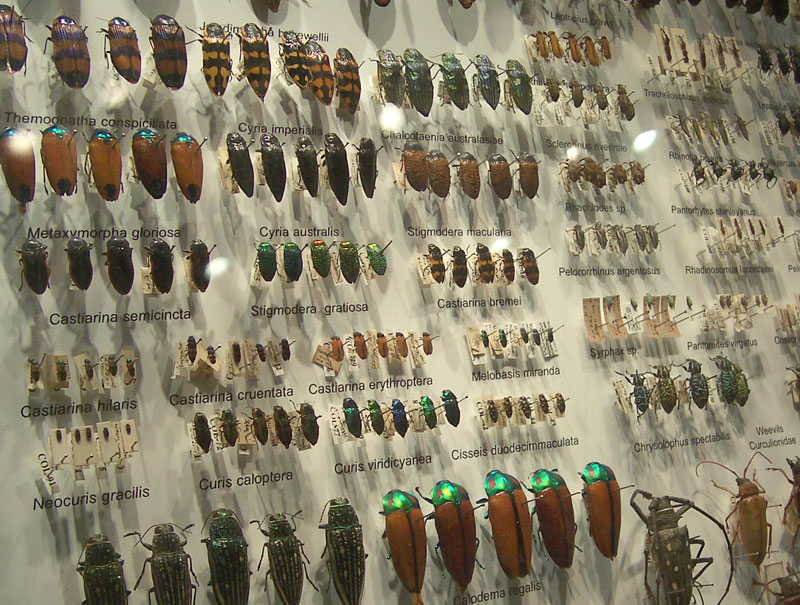
Частина великої колекції жуків

Багато ентомологів вивчають окремий ряд або навіть родину комах, оскільки через великий обсяг класу неможливо приділити однакову увагу усім аспектам. Саме через це ентомологія поділяється на низку піддисциплін, що займаються вивченням окремих груп. Назва дисципліни походить від наукової назви таксона, що вивчається, наприклад: колеоптерологія (твердокрилі), діптерологія (двокрилі), лепідоптерологія (лускокрилі), мірмекологія (мурашки).